# Netelia caviverticalis
Netelia caviverticalis là một loài tò vò trong họ Ichneumonidae.